# Cigaritis phanes
The Silvery Bar (Cigaritis phanes) là một loài bướm ngày thuộc họ Bướm xanh. Loài này có ở south-west Africa, bao gồm Botswana, Zimbabwe và Nam Phi. In South Africa it is found from tây bắc KwaZulu-Natal to the bắc part of the Orange Free State, Gauteng, Mpumalanga, the Limpopo Province, the North West Province và the North Cape.
Sải cánh dài 24–27 mm đối với con đực và 26–30 mm đối với con cái. Con trưởng thành bay quanh năm with peaks from tháng 9 đến tháng 11 và from tháng 3 đến tháng 6.
Ấu trùng ăn Acacia mellifera và Ximenia caffra.